# Поперечная волна

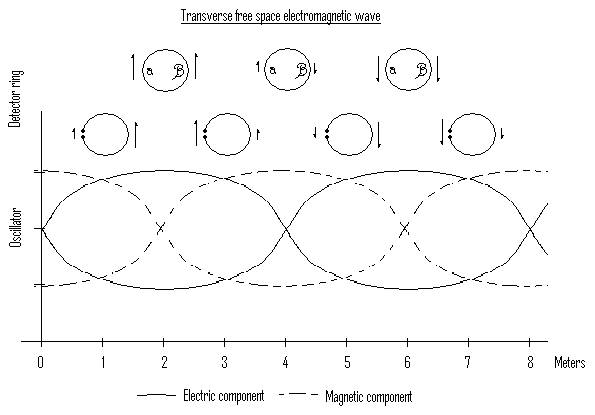
Поперечная электромагнитная волна

Поперечная волна англ. transversed wave, shear wave — волна, распространяющаяся в направлении, перпендикулярном к плоскости, в которой происходят колебания частиц среды (в случае упругой волны) или в которой лежат векторы электрического и магнитного поля (для электромагнитной волны). Поперечные упругие волны называются S-волнами.
К поперечным волнам относят, например, волны в струнах или упругих мембранах, когда смещения частиц в них происходят строго перпендикулярно направлению распространения волн, а также однородные плоские электромагнитные волны в изотропном диэлектрике или магнетике; в этом случае поперечные колебания совершают векторы электрического и магнитного полей.
Поперечная волна обладает поляризацией, то есть вектор её амплитуды определённым образом ориентирован в поперечной плоскости. В частности, различают линейную, круговую и эллиптическую поляризации в зависимости от формы кривой, которую описывает конец вектора колебательной величин.
Понятие поперечной волны так же, как и продольной волны, до некоторой степени условно и связано со способом её описания. «Поперечность» и «продольность» волны определяются тем, какие величины реально наблюдаются. Так, плоская электромагнитная волна может описываться продольным вектором Герца. В ряде случаев разделение волн на продольные и поперечные вообще теряет смысл. Так, в гармонической волне на поверхности глубокой воды частицы среды совершают круговые движения в вертикальной плоскости, проходящей через волновой вектор {\displaystyle {\vec {k}}}, то есть колебания частиц имеют как продольную, так и поперечную составляющие.